# Melchior Imboden
Melchior Imboden (* 14. Juli 1956 in Stans) ist ein Schweizer Plakatgestalter und Fotograf.

## Leben und Karriere
Nach einer Lehre und erster Tätigkeit als Dekorateur studierte Melk Imboden (wie er zumeist genannt wird) von 1984 bis 1989 Grafikdesign an der Hochschule Luzern. Anschliessend arbeitete er als Art Director für eine Zürcher Werbeagentur, um 1992 sein eigenes Designstudio zu gründen. In die Alliance Graphique Internationale wurde er 1998 aufgenommen. 2001 berief ihn die HfG Karlsruhe als Gastprofessor für Grafikdesign und Fotografie. 2004 wechselte er an die Universität der Künste Berlin, um dort ebenfalls als Gastprofessor die Plakatklasse zu übernehmen, die er bis 2007 innehatte. Imboden lebt in Buochs (Schweiz).

## Werke und Auszeichnungen
Imbodens plakatgestalterisches Werk wurde auf vielen wichtigen Plakatausstellungen ausgezeichnet. Er erreichte Gold in Brünn 1994, den Grand Prix 2004 in Seoul, Silber 2002 in Mexiko sowie Bronze in Tokyo (1998) und Toyama (2002). In seinem fotografischen Werk porträtierte er unter anderem die Einwohner seiner Heimat («Nidwaldner Gesichter», 1992), das Jazz-Umfeld («Jazz Portraits», 1999) und stellte 2007 in seinem mit dem Grafiker Jiangping He herausgegebenen Buch Designer Portraits eine Auswahl seiner Fotos der wichtigsten Grafikdesigner (hauptsächlich Plakatgestalter) zusammen. 1989 erhielt er den Grossen Fotopreis der Schweiz.